# Chrysosoma disparitarse
Chrysosoma disparitarse är en tvåvingeart som beskrevs av Octave Parent 1935. Chrysosoma disparitarse ingår i släktet Chrysosoma och familjen styltflugor. Inga underarter finns listade i Catalogue of Life.